# The Mamas and the Papas (album)
Pour l’article homonyme, voir The Mamas and the Papas.
Albums de The Mamas and the Papas
If You Can Believe Your Eyes and Ears
(1966) Deliver
(1967)
Singles
1. I Saw Her Again
Sortie : juin 1966
2. Words of Love
Sortie : novembre 1966

The Mamas and the Papas est le deuxième album du groupe du même nom, sorti en 1966.
Durant son enregistrement, Michelle Phillips est brièvement renvoyée et remplacée par Jill Gibson. Elle reprend sa place au sein du groupe quelques semaines plus tard.

## Titres
Toutes les chansons sont écrites et composées par John Phillips, sauf mention contraire.
| 1. | No Salt on Her Tail    |                                            | 2:43 |
| 2. | Trip, Stumble and Fall |                                            | 2:40 |
| 3. | Dancing Bear           |                                            | 4:10 |
| 4. | Words of Love          |                                            | 2:15 |
| 5. | My Heart Stood Still   | Lorenz Hart, Richard Rodgers               | 1:43 |
| 6. | Dancing in the Street  | Marvin Gaye, Ivy Hunter, William Stevenson | 3:49 |

| 7.  | I Saw Her Again           | Denny Doherty, John Phillips | 3:13 |
| 8.  | Strange Young Girls       |                              | 2:55 |
| 9.  | I Can't Wait              |                              | 2:44 |
| 10. | Even If I Could           |                              | 2:43 |
| 11. | That Kind of Girl         |                              | 2:37 |
| 12. | Once Was a Time I Thought |                              | 1:01 |

## Musiciens

### The Mamas and the Papas
- Denny Doherty : chant
- Cass Elliot : chant
- John Phillips : chant, guitare
- Michelle Phillips : chant
- Jill Gibson : chant

### Musiciens
- Eric Hord : guitare
- Tommy Tedesco : guitare
- P. F. Sloan : guitare
- Joe Osborn : basse
- Larry Knechtel : orgue, piano
- Ray Manzarek : orgue, piano sur No Salt on Her Tail
- Peter Pilafian : violon électrique
- Hal Blaine : batterie